# Leonardo Ricatti
Leonardo Adrián Ricatti (Avellaneda, 1º marzo 1970) è un ex calciatore argentino, di ruolo attaccante.

## Caratteristiche tecniche
Giocava come centravanti ed aveva nel colpo di testa il suo principale punto di forza; rispetto ad altri giocatori con il suo stesso ruolo, aveva anche una maggiore rapidità e si muoveva lungo tutto il fronte offensivo della sua squadra.

## Carriera
Tra il 1988 ed il 1992 veste la maglia del San Lorenzo, con cui gioca nella massima serie argentina; in particolare, esordisce in prima squadra il 23 febbraio 1992, subentrando a Fabian Castro nella partita casalinga vinta per 2-0 contro il Talleres, valevole per la prima giornata del campionato di Clausura; nell'arco di quella stagione gioca poi altre 6 partite (arrivando quindi a quota 7 presenze nella massima serie argentina) e segna anche una rete, la sua prima in carriera da professionista. Successivamente gioca nella massima serie uruguaiana col Montevideo Wanderers, con cui mette a segno 15 reti; nel 1993 si trasferisce quindi in Europa, agli slovacchi dello Slovan Bratislava: dopo aver giocato 3 partite nella prima divisione slovacca fa però ritorno in Sud America, andando a giocare in Ecuador nel Deportivo Aucas, con cui realizza 5 reti in 17 partite di campionato giocato. Dopo un'ulteriore breve parentesi europea (questa volta in Repubblica Ceca, dove gioca 6 partite nella massima serie locale) fa ritorno in patria, all'Almirante Brown, con cui gioca 4 partite senza mai segnare nella seconda divisione argentina. Nell'estate del 1996 viene preso in prova dall'Avellino, club neoretrocesso in Serie C1: gli irpini dopo un allenamento e la partecipazione ad un torneo amichevole triangolare contro Comprensorio Puteolano e Casertana (nel quale Ricatti gioca da titolare entrambe le sfide senza mettersi in mostra) la dirigenza del club irpino decide di non tesserarlo. Ricatti rimane comunque in Italia, accasandosi al Giulianova: con gli abruzzesi nel corso della stagione 1996-1997 segna un gol in 11 presenze nel campionato di Serie C1, per poi trasferirsi nel 1997 all'Esperance, in Tunisia. Chiude infine la carriera giocando in patria con l'All Boys (formazione di terza divisione) ed altre squadre minori.

## Palmarès

### Club

#### Competizioni nazionali
- Coppa di Tunisia: 1

Esperance: 1996-1997

#### Competizioni internazionali
- Coppa Piano Karl Rappan: 1

Slovan Bratislava: 1993
- Coppa CAF: 1

Esperance: 1997